# HER Foundation
HER Foundation o Hyperemesis Education and Research Foundation és la xarxa de base més gran del món de supervivents i expertes de la hiperèmesi gravídica (HG), així com el lloc web líder en informació sobre HG. Va ser fundada l'any 2002 per Kimber Wakefield MacGibbon, Ann Marie King, i Jeremy King. Els objectius principals de la Fundació són (1) minimitzar el patiment i les complicacions relacionades amb l'HG a través de l'educació, (2) desenvolupar un protocol de tractament eficaç de l'HG, (3) eliminar la necessitat d'interrompre l'embaràs per un tractament ineficaç de l'HG, i (4) conscienciar sobre els efectes debilitants de la HG.
Afiliada a la Universitat del Sud de Califòrnia i a la Universitat de Califòrnia a Los Angeles, la Fundació HER treballa regularment amb experts en psicologia, genètica, nutrició i obstetrícia per millorar l'assistència sanitària i els resultats dels malalts de HG. Les investigadores de HER van crear un registre de dones amb HG i han dut a terme una varietat d'estudis d'enquesta en línia sobre les experiències de les dones que s'han utilitzat amb finalitats d'investigació a institucions com UCLA i USC, i publicats en nombroses revistes mèdiques importants.
La Fundació HER va iniciar recentment la HER5K, una cursa anual de 5K que té lloc a la zona metropolitana de Washington DC per donar a conèixer HG i donar suport a la fundació. El 1r HER5K anual va tenir lloc al National Harbour el 12 de maig de 2013. La Fundació HER ha aparegut a revistes i a la televisió, i els seus directors han defensat les persones que pateixen HG en una sessió informativa a Capitol Hill a Washington, DC el 2005, així com en conferències mèdiques als EUA i al Regne Unit.